# ناووس

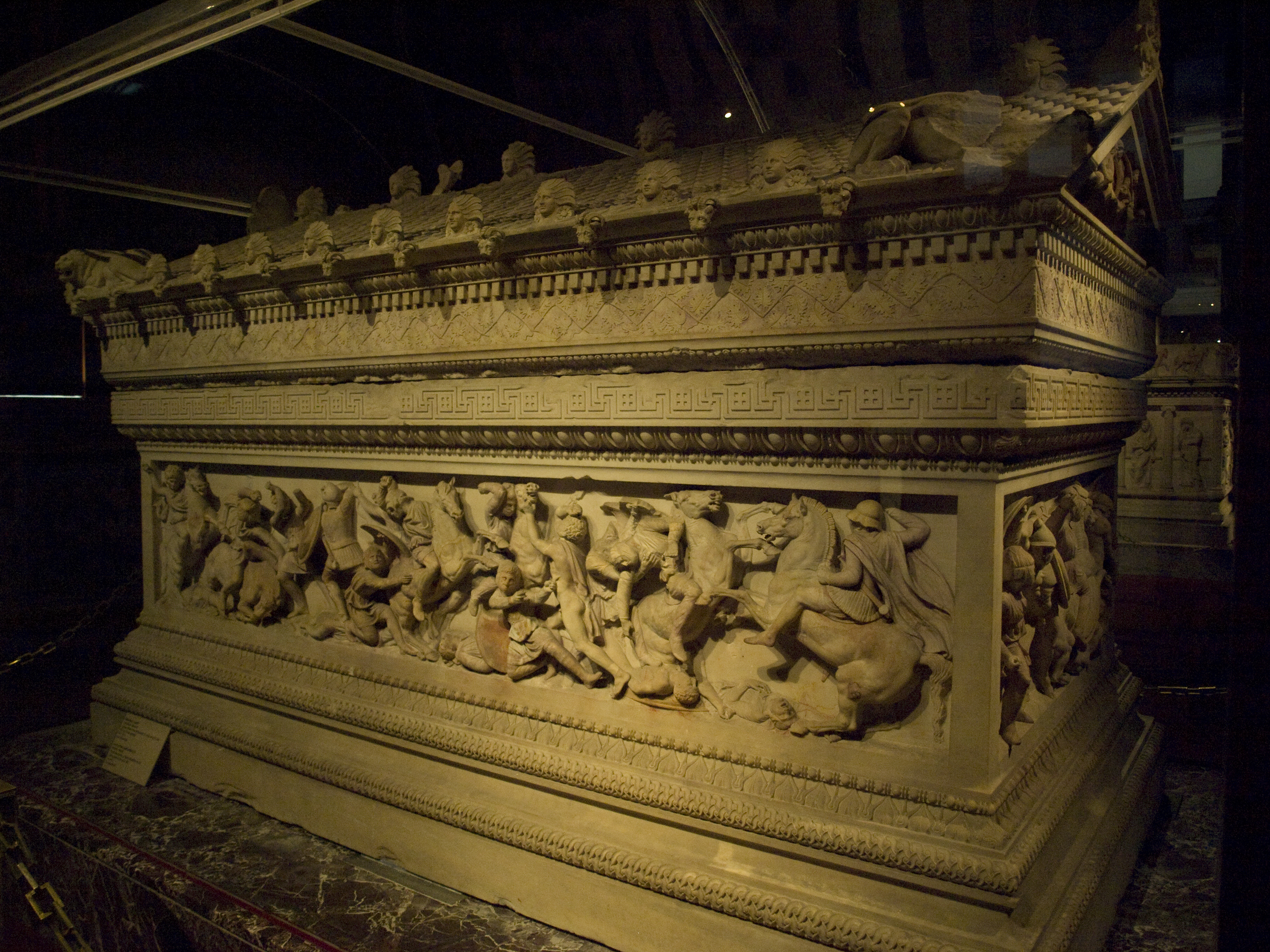
ناووس الإسكندر، من أشهَر النواويس يَعود ألى العَصر الهلنستي أواخر القرن الرابع قبل الميلاد، عُثِر عَليه في مقبرة آية الواقعة بالقرب من مَدينة صيدا، لبنان. الناووس مَصنوع من الرخام ويَبلغ من الوَزن 15 طُناً، حالياً ضمن مقتنيات متحف إسطنبول للآثار.

ناووس (باللاتينية: Sarcophagus، باليونانية: Σαρκοφάγος وترجع للأصل اليوناني وتعني آكل اللحم)، هو تابوت يصنع من الحجر، وكما يقول بليني، فإن هذا التابوت يلتهم الجسد في أربعين يوما وفقا لخصائصه الكاوية، وكذلك أطلق اليونانيون هذه التسمية على صندوق قبري يصنع من الحجر أو غيره وتزينه زخارف أو نقوش. أحد أفضل الأمثلة المعروفة هو قبر سيتي الثاني من ملوك السلالة المصرية التاسعة عشرة (1298 – 1187 قبل الميلاد)، والمقطوع من كتلة الأراغونايت أو الكربونات الكلسية القوية، وهو الآن في متحف سون؛ وفي التواريخ التالية وجد قبران من الحجر السماقي الأخضر والكتل الطينية من كلازوميناي؛ كلاهما يؤرخان لأوائل القرن السادس قبل الميلاد، وهما موجودان في المتحف البريطاني. وأفضل الأمثلة اليونانية تلك التي عثر عليها في صيدا في 1887 عن طريق عثمان حمدي بيه، وهي الآن في المتحف الإمبراطوري في القسطنطينية. هناك أمثلة عديدة بين قبور الإتروسكان المصنوعة من الطين؛ من حين لآخر تكون هذه النواويس تمثيلات صغيرة للمعابد، وأحيانا على شكل أريكة تستلقي عليها جثة الميت؛ أحد هذه القبور موجود في المتحف البريطاني ويعود للعام 500 قبل الميلاد.
أقدم النواويس الرومانية هو ذلك الذي يعود لسكيبيو في الفاتيكان (القرن الثالث قبل الميلاد)، وقطع من حجارة البيبيرينو. أما عن النواويس الرومانية اللاحقة، هناك سلسلة هائلة زيّنتها الأشكال المنقوشة على الألواح الكبيرة، وأبرز مثال عليها هو ناووس نيوبيد في لاتيران، ناووس ليكوميدس في الكابيتول، ناووس بينثيسيليا في الفاتيكان، والناووس الهائل الذي يمثل معركة الرومان والبرابرة في متحف روما الوطني. في الأعمال الرومانية اللاحقة كان هناك انحطاط عظيم في النحت، لذلك ففي القرون التالية كانت المصادر الوحيدة المتوفرة هي الحجر السماقي المصري الأحمر، الذي بنيت منه نواويس كونستانتيا (355 ميلادي) والإمبراطورة هيلانة (589 ميلادي)، ويمثلان أمثلة رفيعة وكلاهما في الفاتيكان.
في التواريخ اللاحقة، أثناء الفترة البيزنطية، كانت هناك سلسلة كبيرة أما في المتاحف أو في أديرة الكنائس الإيطالية. وهي مزينة عموما بسلسلة من المشاكي مزخرفة بالعديد من الأشكال المنحوتة عليها، ومقسمة لأعمدة ملحقة صغيرة مع أغطية نصف دائرية أو منحدرة نحتت عليها الشعارات الدينية، إحدى أفضل الأمثلة أن تكون هو ناووس سانتا باربرا، ويرجع لبداية القرن السادس الميلادي في رافينا، حيث توجد هناك العديد من النواويس الأخرى. وتعبير ناووس قد يطلق أحيانا أيضا على قبور مذابح الكنائس.

## ناووس قدماء المصريين

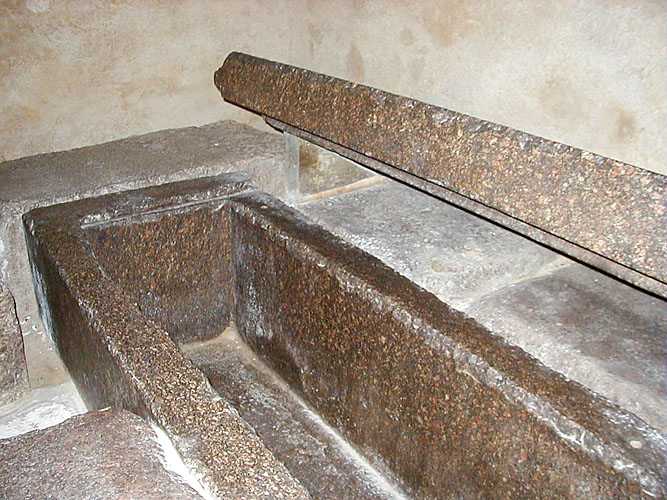
ناووس خفرع

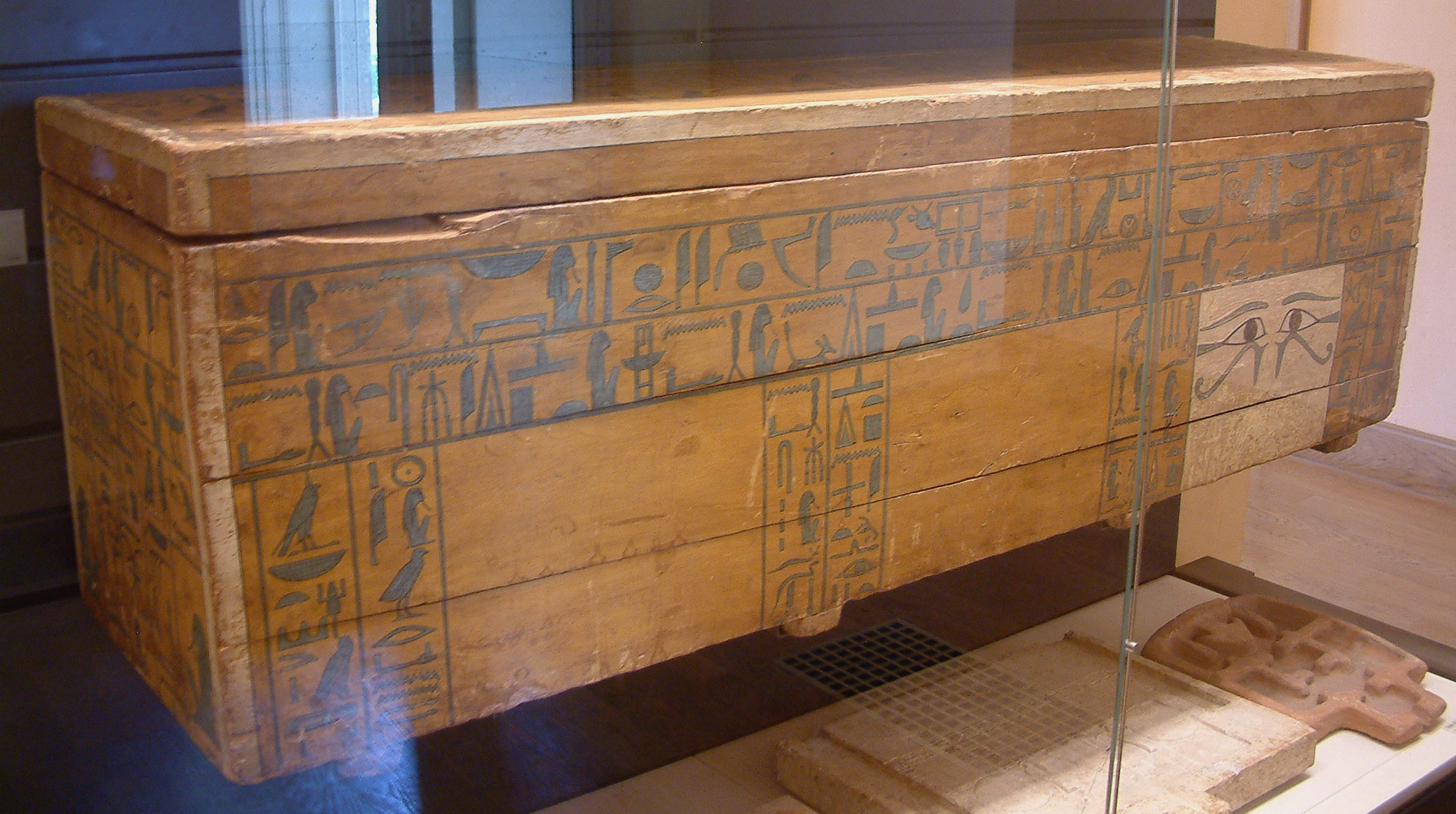
تابوت خشبي للوزير "نختي" من الأسرة الثانية عشر. عثر عليه في أسيوط، وهو محفوظ في متحف اللوفر بباريس.

كانت معظم نواويس قدماء المصريين من الحجر الجيري، ويندر منها منا صنع من حجر البازلت أو أحجار أخرى. أقدم ما عثر عليه في مصر كانت نواويس من عهد زوسر، وأحيانا كانت تزين من الداخل والخارج بكتابات هيروغليفية وترسم عليها آلهة ومشاهد من العالم الآخر. الكتابات الهيروغليفية تذكر أسم صاحب التابوت ودعاء بأن تحفظ الآلهة المتوفى.
كانت أقدم الأنوسة في هيئة صندوق حجري. وخلال الدولة المصرية الحديثة أصبحت تشكل في هيئة الإنسان، وكان الغطاء ثقيل ومنحوت عليه رأس يمثل صاحب الناووس. كانت المومياء توضع أولا في تابوت خشبي مزين باسم صاحب المومياء والتعاويذ وبرسومات للآلهة من ضمنهم: أنوبيس إله الموتى والتحنيط، وأوزوريس الإله الحاكم في العالم الآخر وإيزيس زوجته، ونفتيس أختهما، وابنهما حورس، وأبناء حورس الذين يحافظون على سلامة المومياء وأعضاء المتوفي.

كان قدماء المصريين يضعون مومياء المتوفى أولا في تابوت خشبي. وكان التابوت الخشبي مزين بكتابات هيروغليفية ملونة تذكر أوزوريس وإيزيس وحورس وأبناء حورس، وكان أبناء حورس مكلفون بحسب معتقدات قدماء المصريين بالحفاظ على مومياء أو جسم المتوفى. أما أوزوريس فهو إله العالم الآخر الذي يستقبل المتوفى عند البعث، ويحاسبه عن أعماله في الدنيا. وكان يوضع بجانب المومياء في التابوت نسخة من كتاب الموتى وظيفته إرشاد المتوفي خلال رحلته إلى العالم الآخر. 

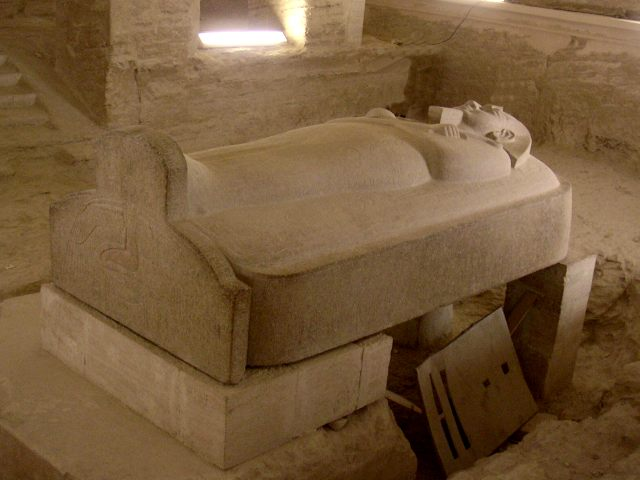
ناووس الفرعون مرنبتاح

عثر أيضا على نواويس في فينيقيا (حاليا لبنان). وكان من ضمنها نواويس من الحجر الأحمر أو الحجر الأسود، كانت لدفن الملوك والكهنة.

## صور

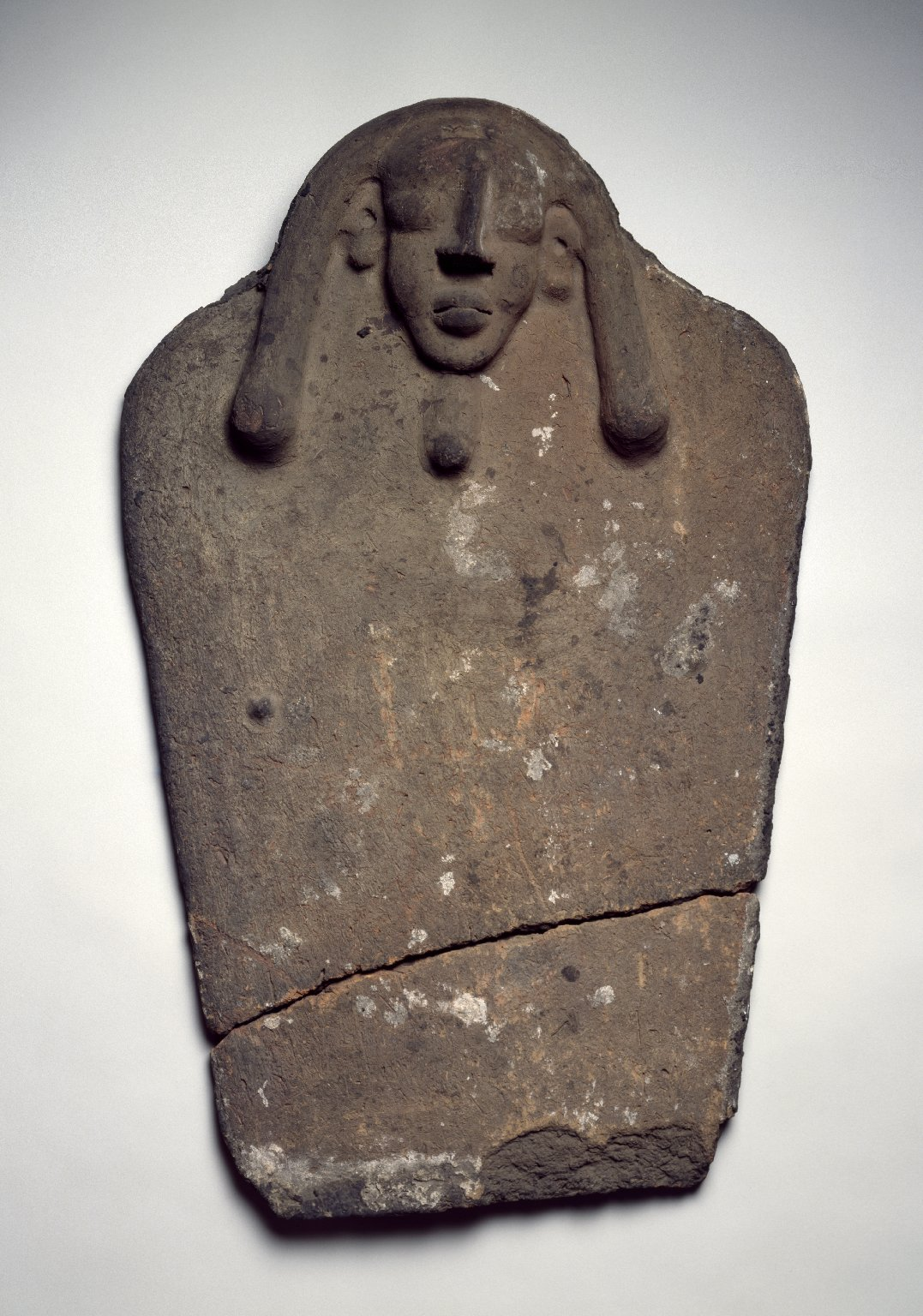
غطاء ناووس يقال أنه من مدفن يهودي في طرة في مصر (664-332 قبل الميلاد)، متحف بروكلين.
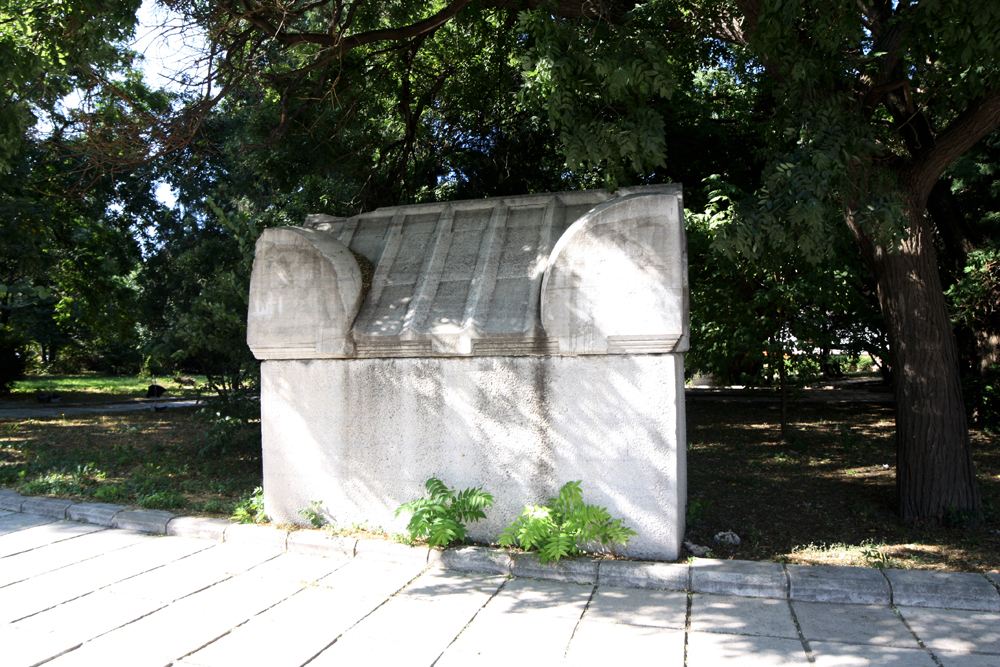
ناووس روماني من "ماركيانوبوليس"
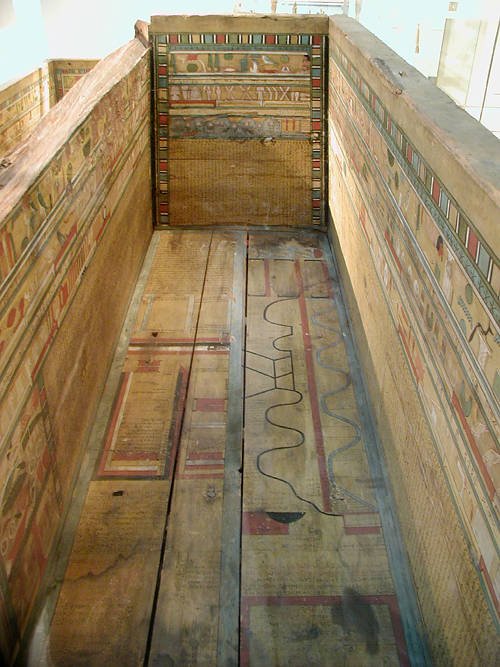
نصوص ملونة على أحد التوابيت، ترجع لعصر الدولة المصرية الوسطى
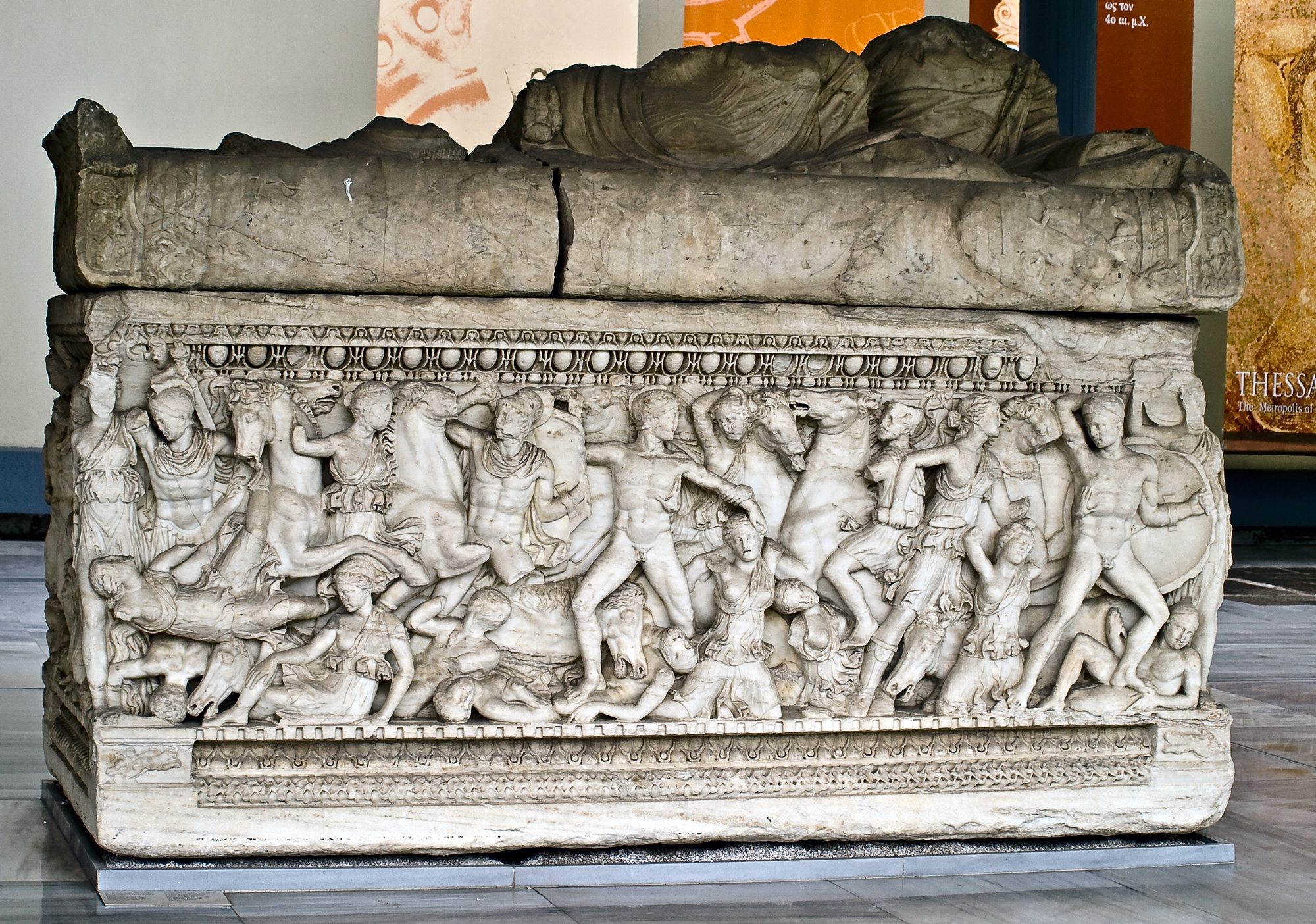
معركة الأمازون ناووس من المرمر، متحف تسالونيكي للآثار
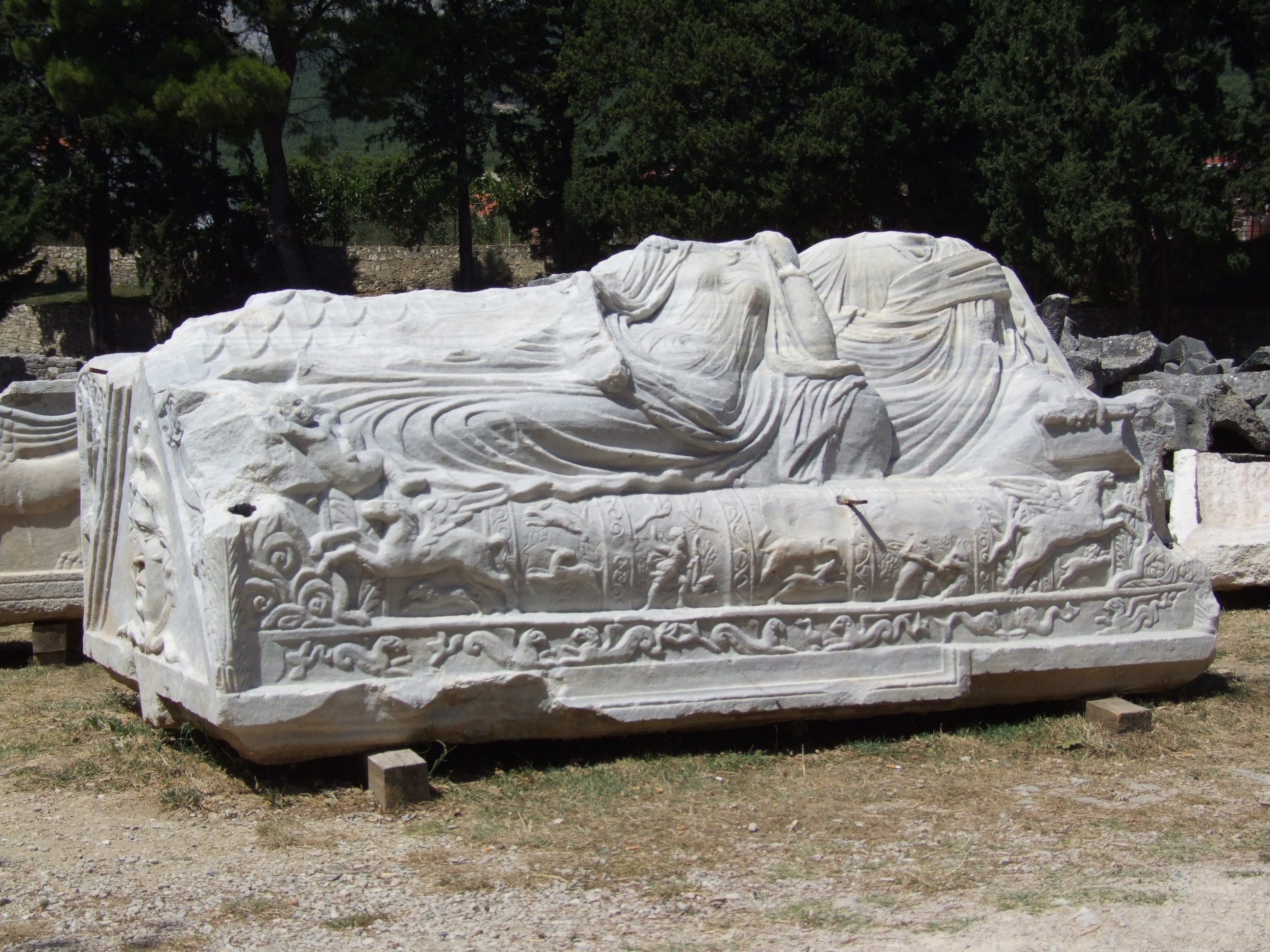
ناووس روماني من سالونا
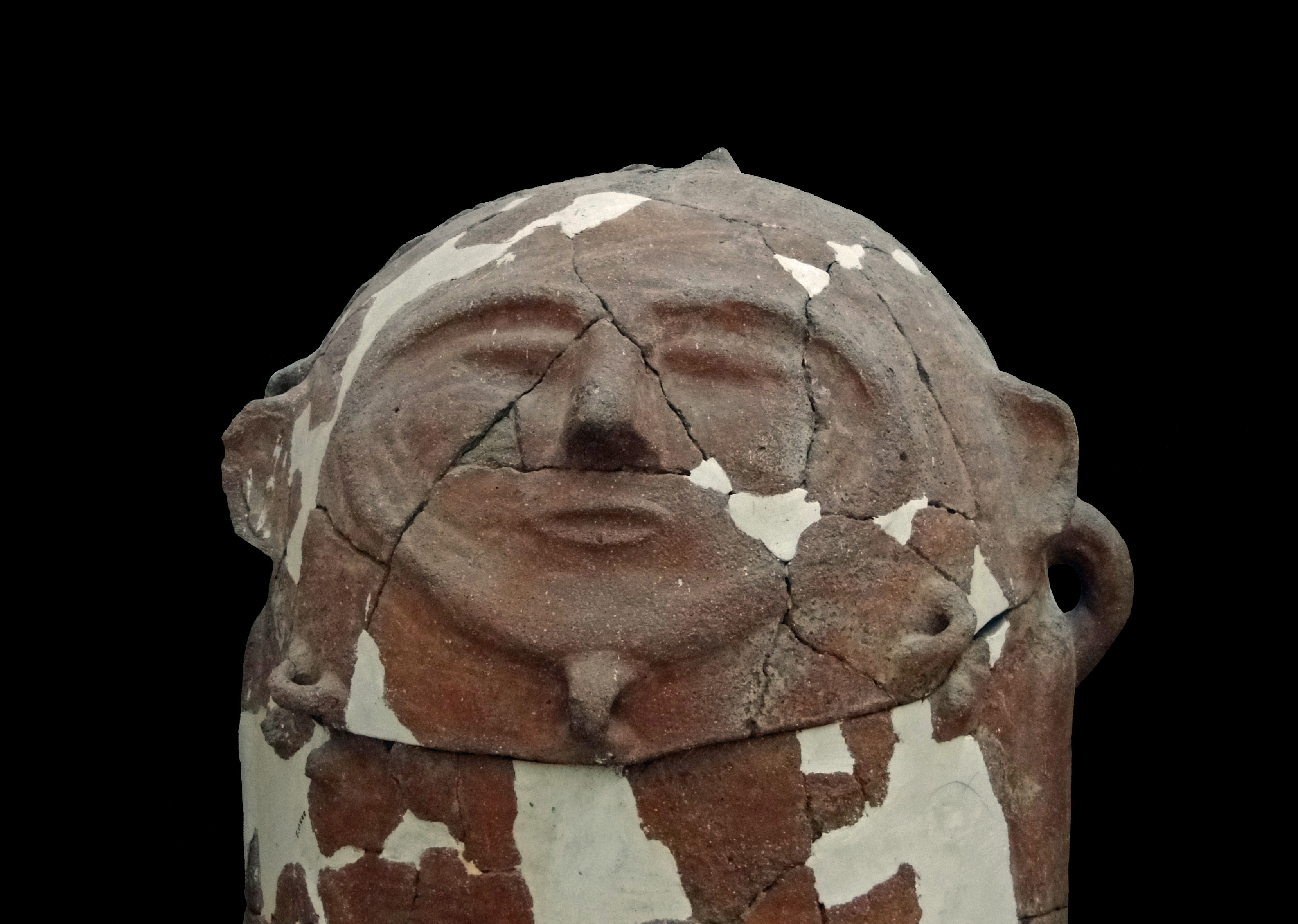
ناووس مؤابي في المتحف الأثري بعمان في الأردن
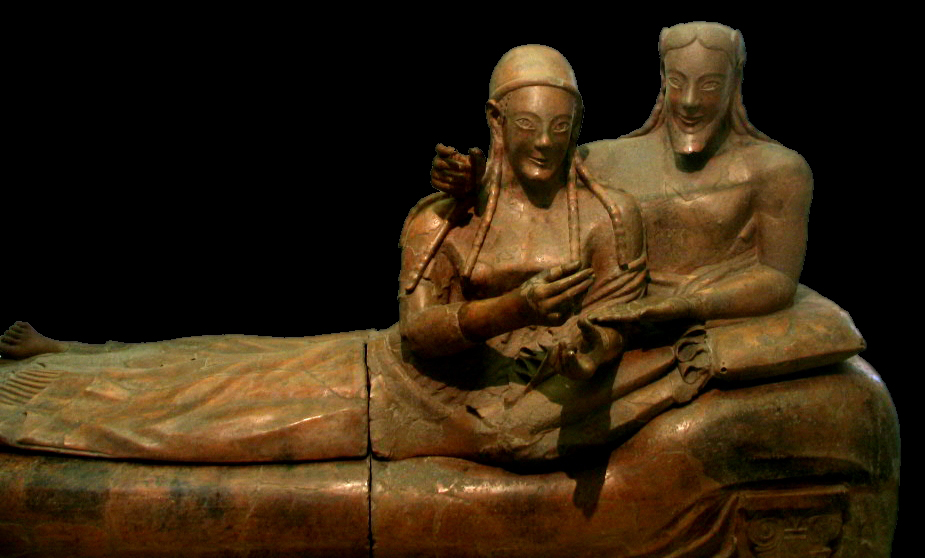
الحضارة الإتروسكانية: ناووس لزوجين من القرن السادس قبل الميلاد
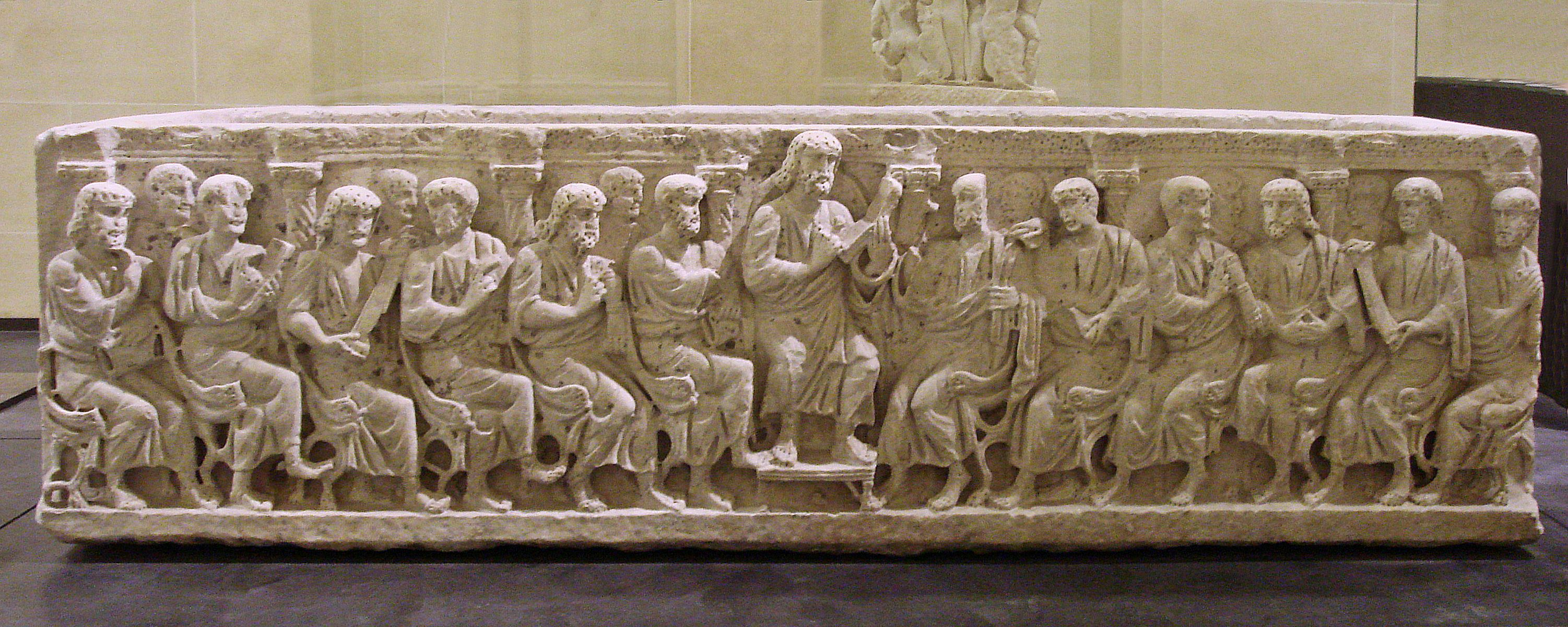
ناووس أحد القساوسة الفرنسيين من القرن الرابع، متحف اللوفر.
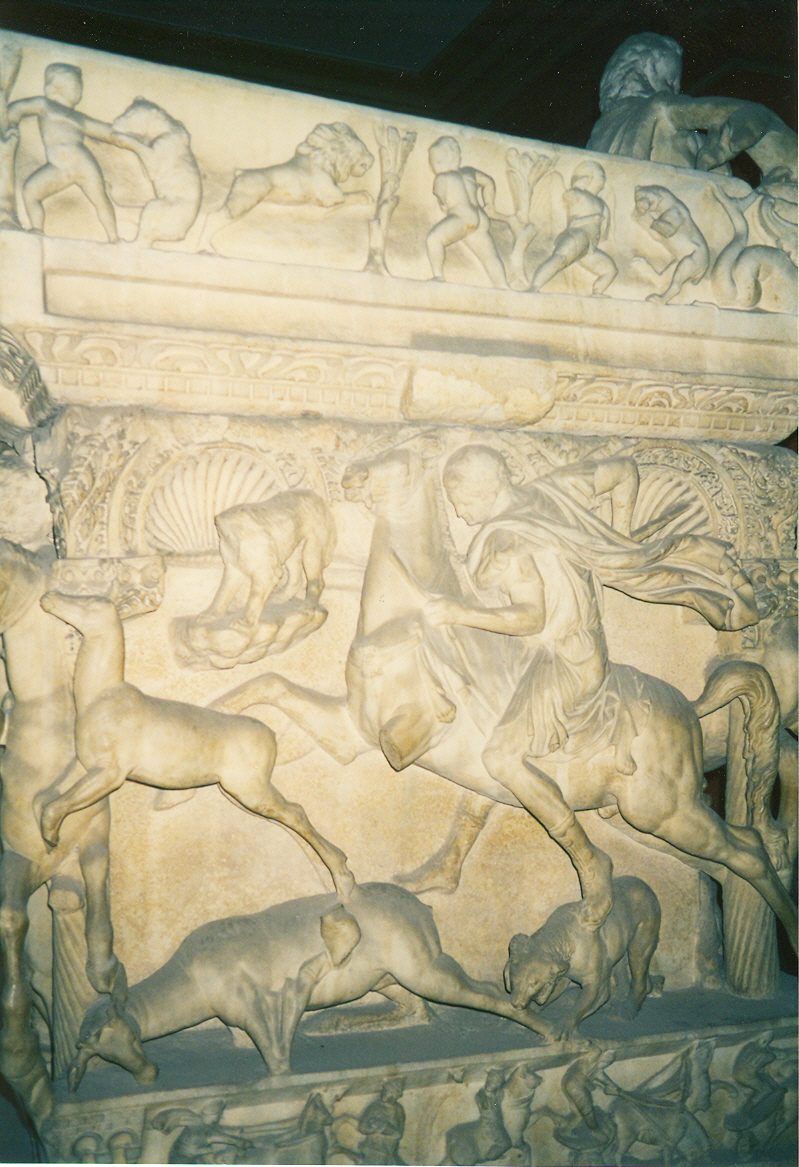
ناووس من إسطنبول عليه منظر صيد، متحف الآثار بإسطنبول .
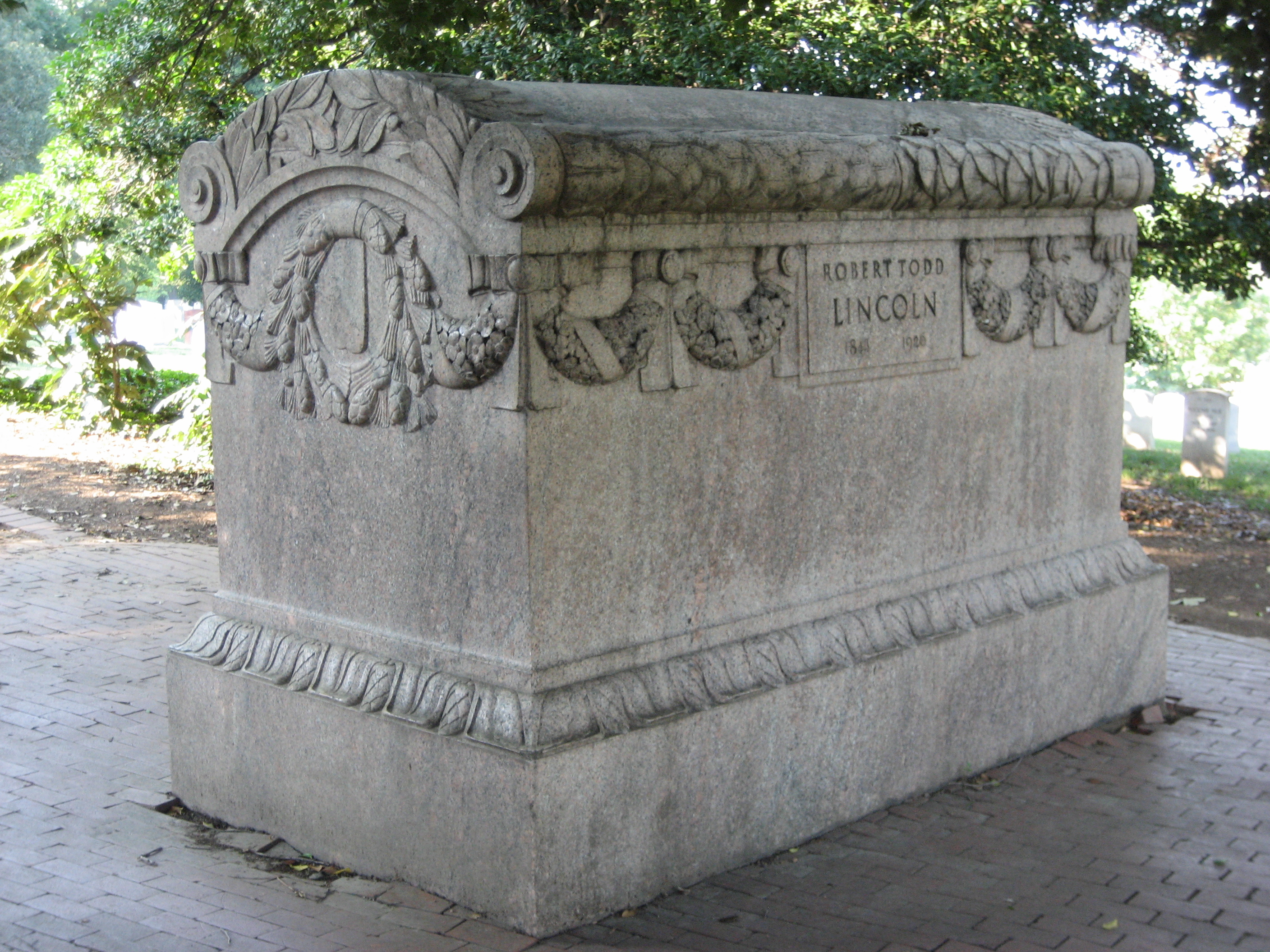
ناووس روبرت لنكولن من متحف الآثار أرلنغتون
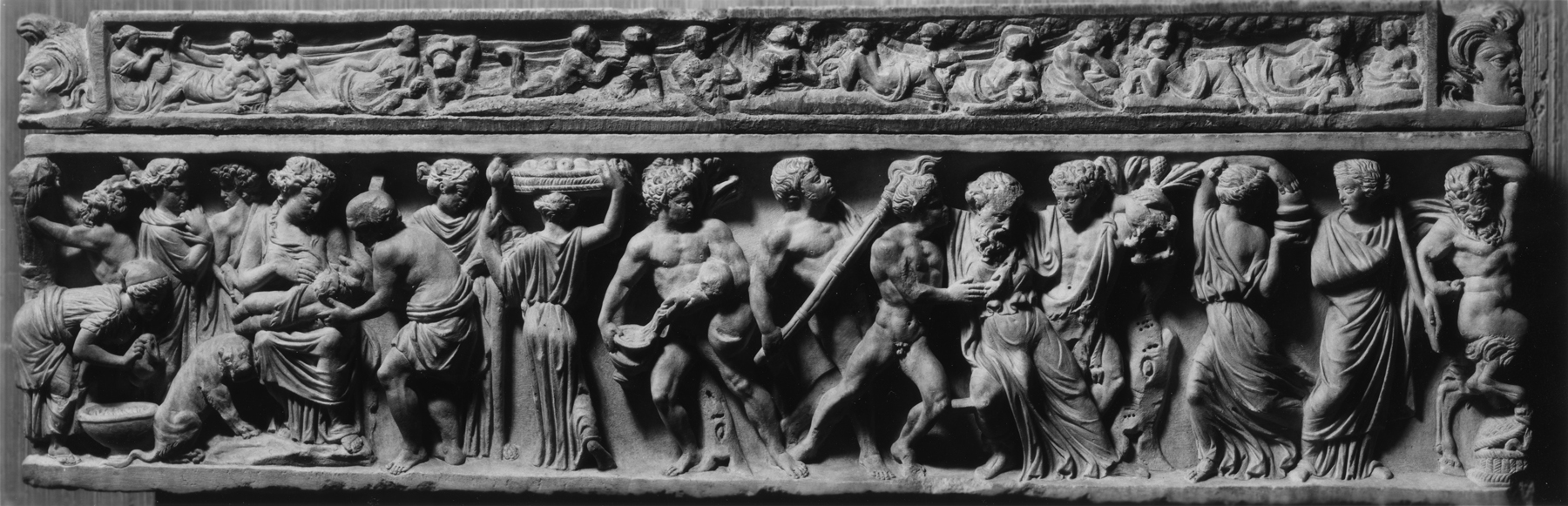
ناووس يعبر عن مولد "ديونيسيوس"، متحف والترز للفنون .
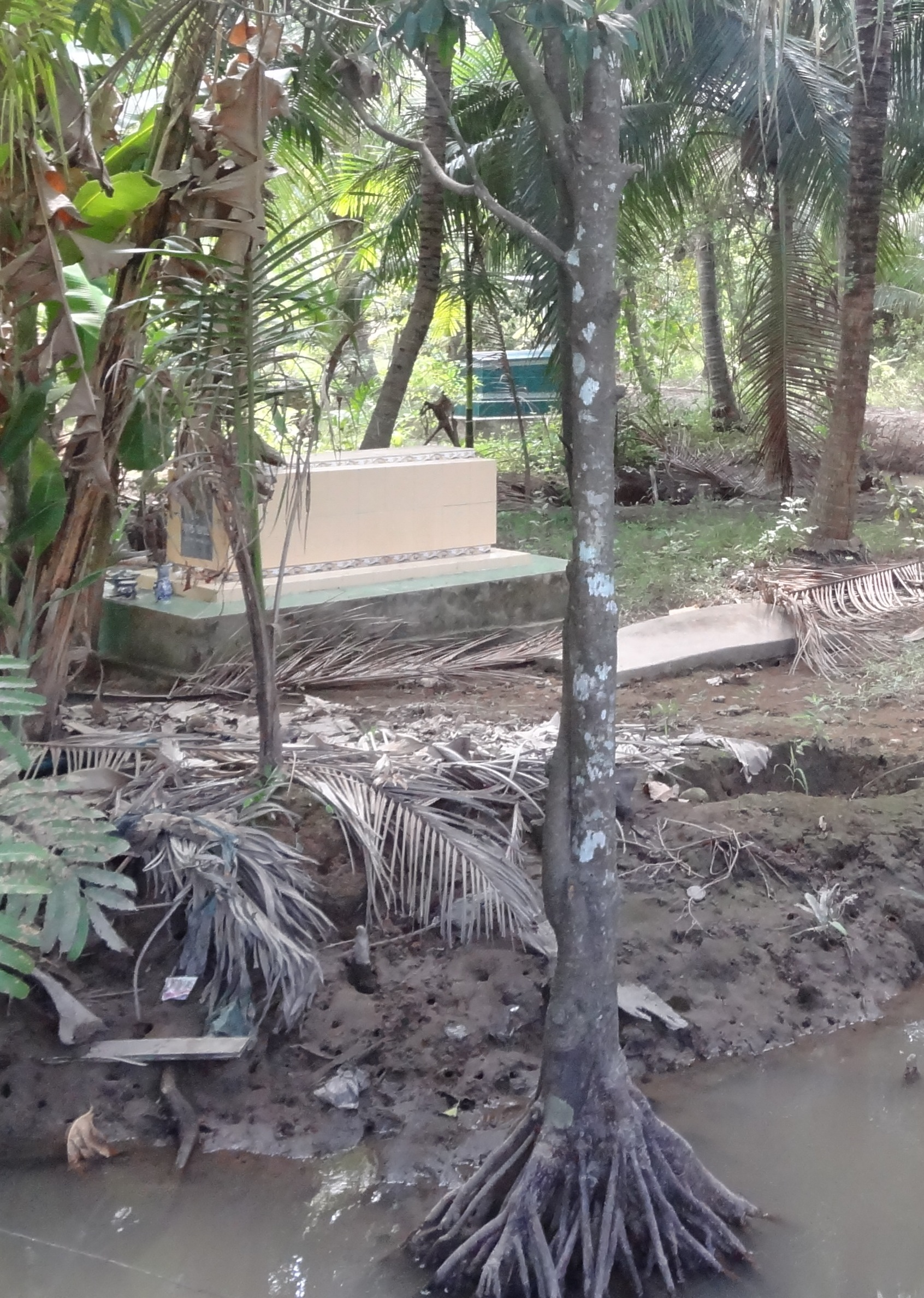
ناووس عائلي من دلتا ميكونغ، فيتنام.
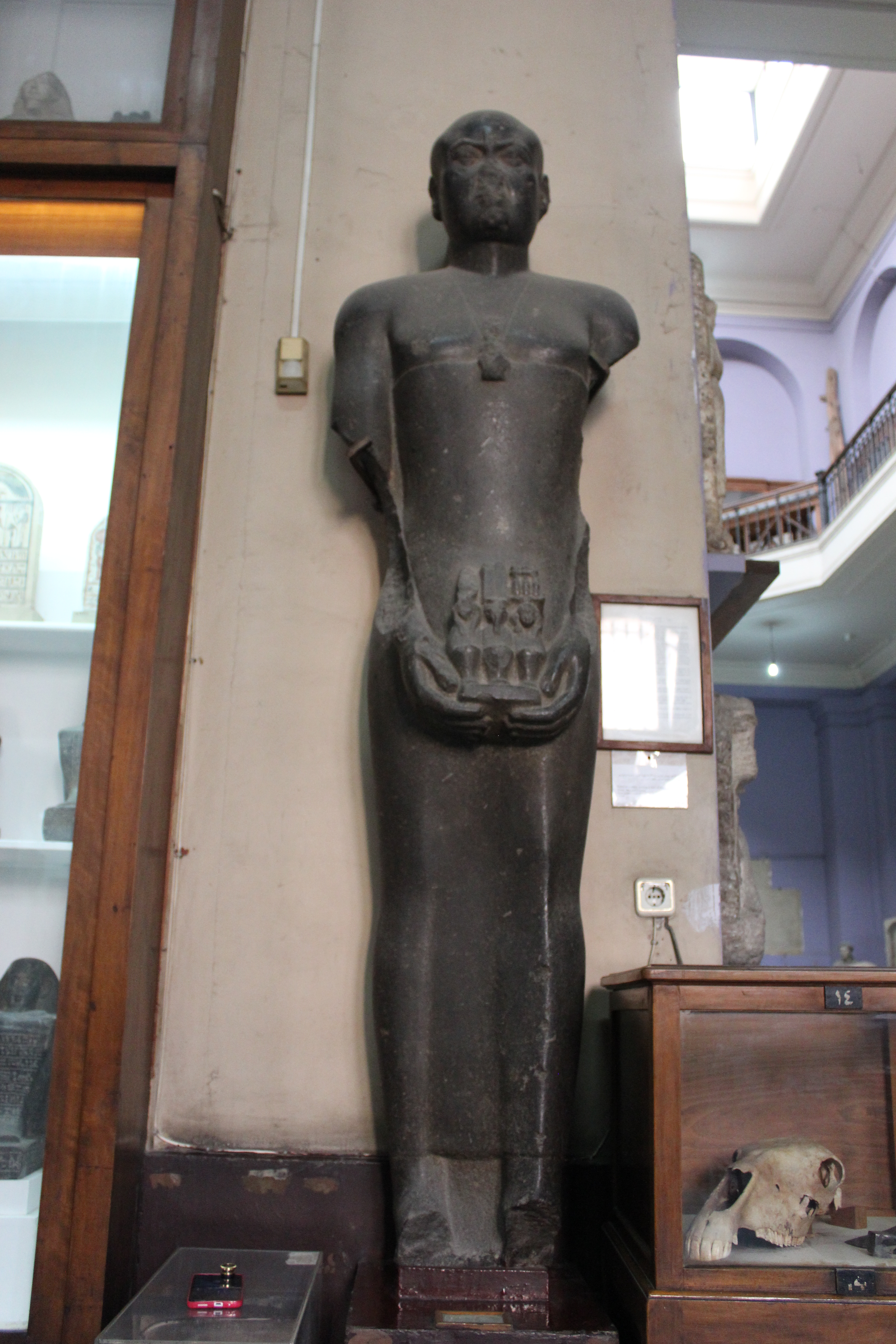
تمثال لكاهن يحمل ناووس به ثالوث طيبة آمون وموت وخونسو.
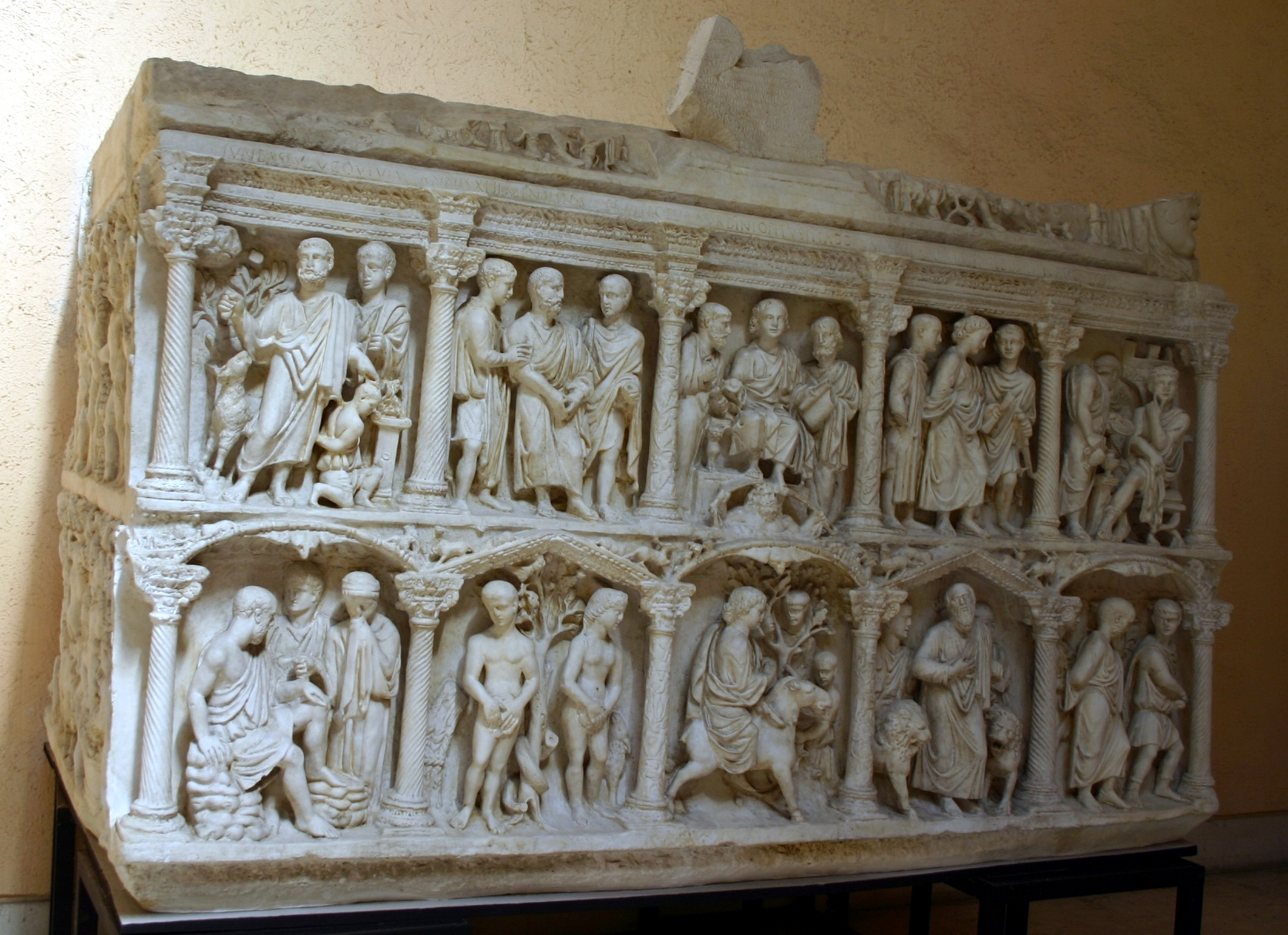
Sarcophagus of Junius Bassus, marble, Rome circa 359.
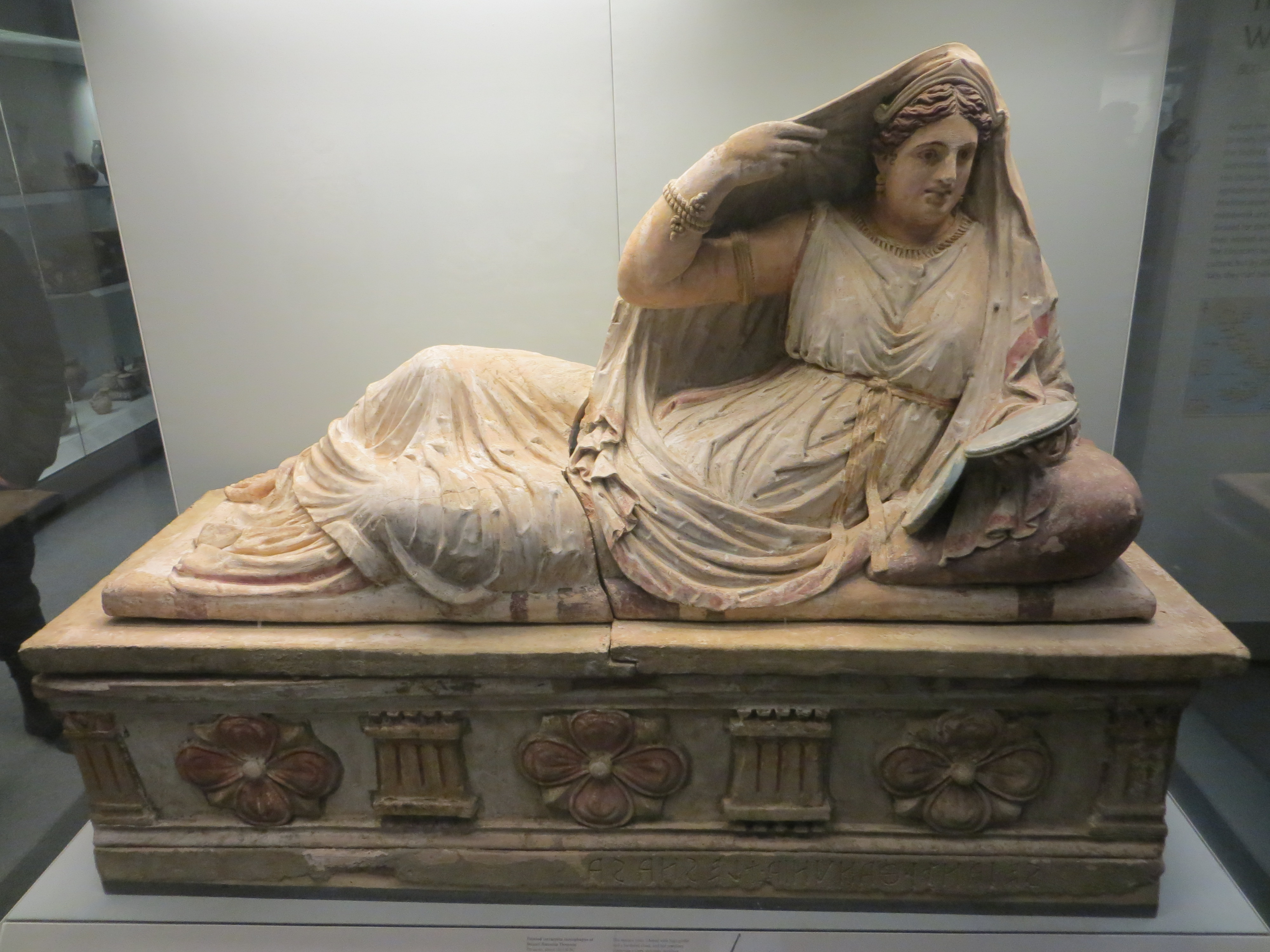
Etruscan Sarcophagus of Seianti Hanunia Tlesnasa بالمتحخف البريطاني.
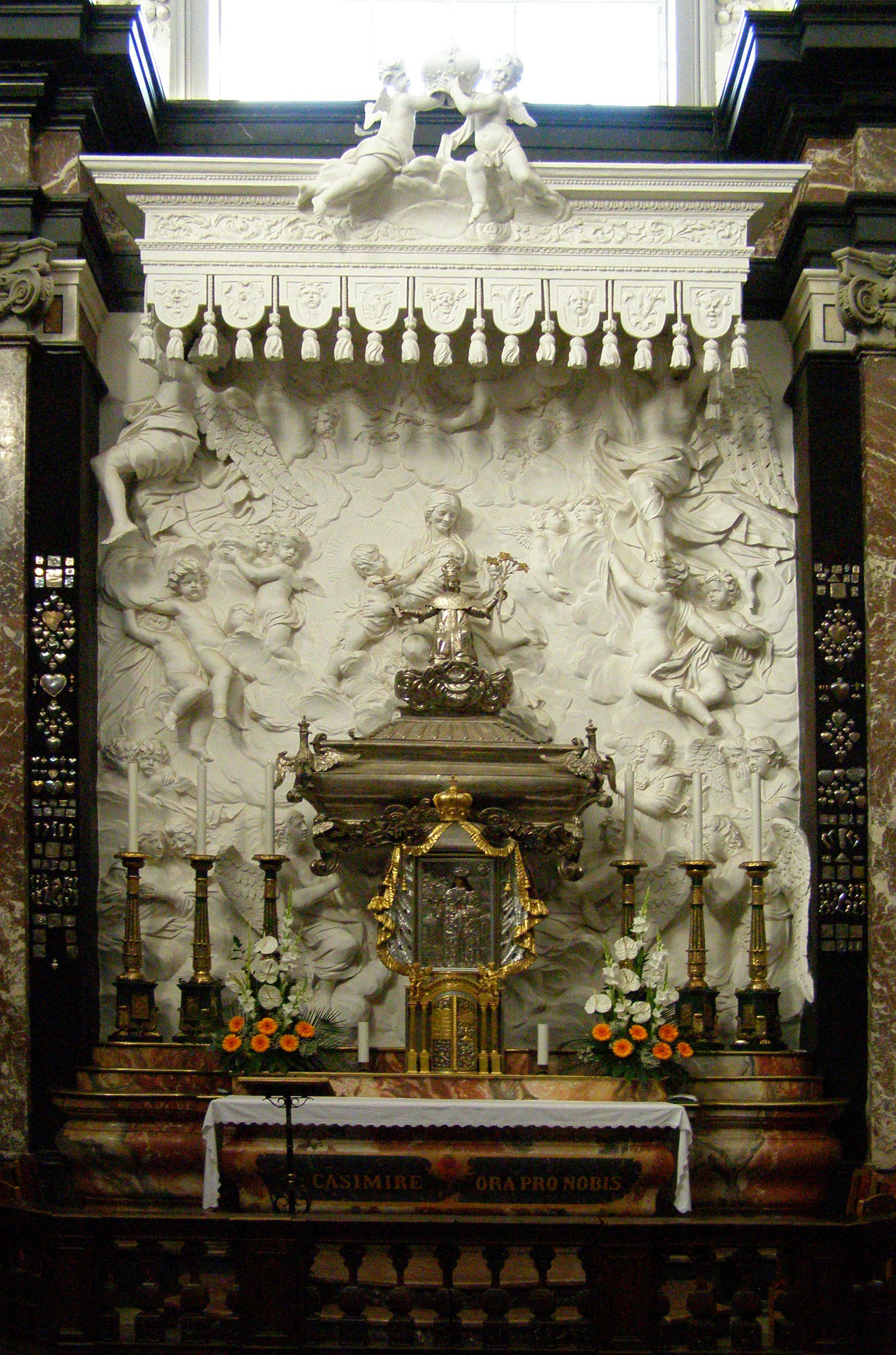
ناووس سانت كازمير في كتدرائية فلنيوس.
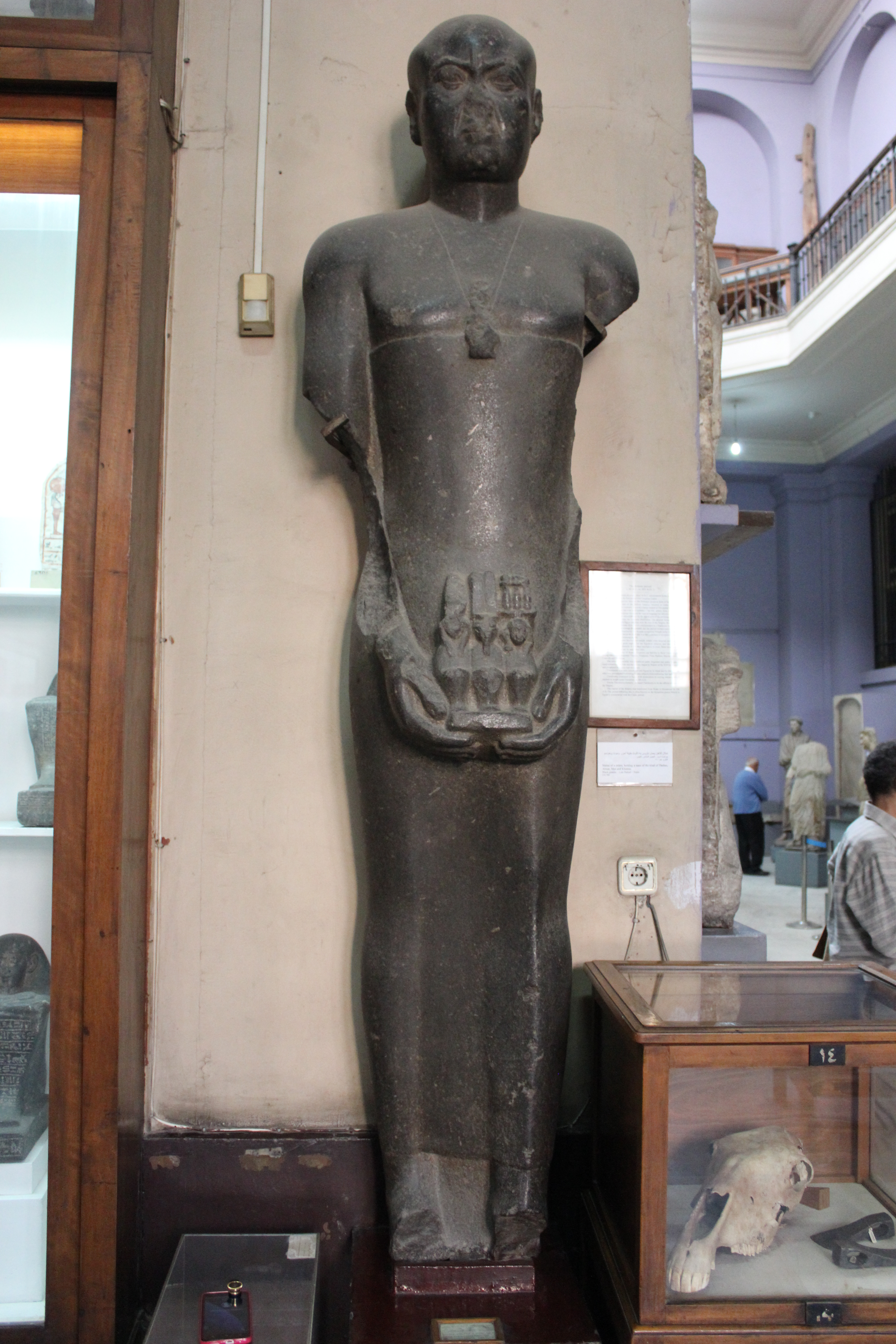
تمثال لكاهن يحمل ناووس به ثالوث طيبة آمون وموت وخونسو.